# Муніципальний театр «Київ»
Муніципальний театр «Київ» — музично-драматичний театр Києва заснований народним артистом Валерієм Невєдровим (художній керівник) та заслуженим артистом Анатолієм Тихомировим (головний режисер), який зародився в серці столиці — на Андріївському узвозі, в будинку-музеї Кавалерідзе. Знаходиться на Русанівці у будівлі колишнього кінотеатру «Краків».

## Історія
Безпосереднью предтечею театру «Київ» став незалежний антрепризний театр «Четверта стіна» та театральна студія, а згодом акторський курс у вищій театральній школі при кіностудії імені Олександра Довженка, які очолювали його засновники. Саме тут формувався творчий кістяк, виникли перші вистави та задуми. Деякі з них, вже оновлені, з іншими акторами, увійшли і в репертуар «Києва». Зокрема перша версія «Ілюзії обману» М. Рєзанова, «Нелегалка» А. Крима. Доленосною для театру стала зустріч його керівників із Олександром Прогнімаком — депутатом Київради, який підтримав творчу ініціативу двох режисерів і став, по суті, третім співзасновником театру уже з новою теперішньою назвою.
«Муніципальний театр „Київ“» був створений за рішенням VII сесії XXXIV скликання Київської міської ради від 24 червня 2004 року. Театр почав набирати свій склад з серпня 2006 року.
З 2009 року театр переїхав у будівлю колишнього кінотеатру «Краків», який було збудовано у 1968 році і який міг вмістити у себе близько 800 глядачів.
У театрі працює 3 сценічні майданчики: Велика сцена (180 місць), Малий зал (45 місць) і мікросцена (20 місць).
Однією з визначальних рис театру є використання різноманітних форм — від камерних лаконічних вистав до масштабних музично-драматичних дійств, від суто вербальних до пластично-видовищних. Власне, тяжіння до музично-драматичної основи, притаманне українській традиції, засноване на національній ментальності, але в оновленій формі сучасної рок-опери або мюзиклу, є свідомим і цілеспрямованим. Тому і при відборі акторів режисери керуються необхідністю синтетичної підготовки.
Восени 2015 року колишній кінотеатр «Краків» знов став власністю міста, і тут планується відкрити перший в Україні європейський театральний центр.
З 2019 року театр працює у будівлі Центру науково-технічної творчості молоді «Сфера» [Архівовано 15 березня 2022 у Wayback Machine.] на Оболоні.

## Репертуар
На сьогоднішній день у репертуарі театру понад 14 вистав.